# Obora, Louny
Obora là một làng thuộc huyện Louny, vùng Ústecký, Cộng hòa Séc.